# Alton (Illinois)
Pour les articles homonymes, voir Alton.
Alton est une ville de l'Illinois, dans le comté de Madison aux États-Unis. 
L'aéroport desservant Alton se trouve à Bethalto et s'appelle St. Louis Regional Airport.
C'est la ville natale du musicien de jazz Miles Davis mais aussi de Robert Wadlow, l'homme le plus grand de histoire à avoir existé.

## Personnalités
- Robert Wadlow (1918-1940), l’homme le plus grand du monde ;
- Miles Davis (1926-1991), figure majeure du jazz ;
- Ernest R. House (1937-), universitaire spécialisé dans l'évaluation des politiques publiques et les politiques éducatives ;
- Edward Weisenburger (1960-), évêque.